# Isochromodes siennata
Isochromodes siennata är en fjärilsart som beskrevs av W. Warren 1907. Isochromodes siennata ingår i släktet Isochromodes och familjen mätare. Inga underarter finns listade i Catalogue of Life.